# Ramocsa
Ramocsa là một thị trấn thuộc hạt Zala, Hungary. Thị trấn này có diện tích 2,73 km², dân số năm 2010 là 46 người, mật độ 17 người/km².